# Svend S. Schultz
Svend Simon Schultz (30. december 1913 i Nykøbing Falster – 6. juni 1998 i København) var en dansk komponist og dirigent.
Han var elev af Poul Schierbeck. Især kendt for sine lyriske korsange, Yndigt dufter Danmark, En sødt bedugget humlebi og Midsommersang (Nu går midsommer ind i Danmarks stue). Uddannet på Det kgl. danske Musikkonservatorium. Musikanmelder ved Politiken 1941 – 49. Korinstruktør for DR Radiokoret 1949 – 1983. Har komponeret operaer, filmmusik, kammermusik og korsange. Gift med sangeren Kirsten Schultz. 
Han var Ridder af Dannebrog.

## Operaer
- Bag kulisserne (1949)
- Kaffehuset (1949)
- Solbadet (1949)
- Høst (1950)
- Tordenvejret eller Da Søren blev Mand (1950)
- Bryllupsrejse (1951)
- Marionetterne (1957)
- Hosekræmmeren (1975, opført 1990)